# Тарабановський Павло Петрович
Павло́ Петро́вич Тарабановський (28 лютого 1983 — 19 червня 2022) — старший сержант збройних сил України, учасник російсько-української війни.

## Життєпис
Народився 28 лютого 1983 року в місті Конотоп Сумської області. Навчався у Конотопській загальноосвітній школі № 5, потім в Конотопському індустріально-педагогічному технікумі. Проходив строкову військову службу в Житомирі у 95-й десантно-штурмовій бригаді. Після служби навчався в Сумському державному університеті.
Працював у будівельній компанії у Криму, після окупації Криму працював у мостобудівельній компанії.
З початком повномасштабного вторгнення долучився до збройних сил України.
Загинув 19 червня 2022 року.

## Нагороди та вшанування
- Орден «За мужність» III ступеня[1].
- Почесний громадянин Конотопа.